# ヌール・エル=レファイ
ヌール・エル=レファイ（Nour El-Refai、1987年11月14日 - ）は、スウェーデンの女優。

## 出演作品
- Melodifestivalen 2014